# Klein Erna auf dem Jungfernstieg
Klein Erna auf dem Jungfernstieg ist ein deutscher Spielfilm von Hans Heinrich aus dem Jahr 1969. Er basiert auf Episoden der Klein-Erna-Bücher und enthält zahlreiche der typischen Klein-Erna-Witze.

## Handlung
Bereits vier Jahre hat Klein Erna ihren Vater Peter nicht mehr gesehen, der auf See ist. Ihre Mutter Käthe arbeitet als Serviererin in einer kleinen Kneipe, sodass Klein Erna mit ihrem Freund Klein Heini in Hamburg meist unbeobachtet Streiche verübt. Da Klein Heini der Sohn von Käthes Chefin ist und die in Klein Erna stets die Streichanstifterin vermutet, droht Käthe nun die Kündigung.
Käthe und Peter hatten einst ein Haus in Övelgönne, das sie aus finanziellen Gründen aufgeben mussten. Peter reiste mit dem Versprechen zur See, zurückzukehren, wenn er das Haus zurückkaufen könne und eine feste Anstellung habe. Eines Tages ist es soweit und Klein Erna trifft am Övelgönner Haus auf Peter. Er braucht jedoch noch eine feste Anstellung, sodass er Klein Erna zur Verschwiegenheit gegenüber Käthe verpflichtet.
Klein Erna hat Schulferien und damit viel Zeit für Schabernack. Zuerst verbringt sie ihre Ferien bei ihrer Tante Martha, die das Kind jedoch hasst und ihren Ehemann Fritz unterdrückt. Gemeinsam verbünden sich Erna und Fritz gegen Martha, die am Ende wegen Tollwutverdachts ins Krankenhaus eingeliefert wird, obwohl sie von Erna nur Spülmittel in den Orangensaft gemischt bekommen hat und daher schäumt. Klein Erna geht nun zu ihrer Tante Frieda, der Schwester von Peter, doch hat die im Bayern Alois Hintermoser einen Verehrer gefunden, mit dem sie Zeit verbringen will. Und so landet Erna am Ende bei Opa Jensen, der im Tierpark Hagenbeck als Pfleger arbeitet. Zusammen mit Heini heckt sie immer wieder Streiche aus, sodass ihrer Mutter schließlich von ihrer Chefin Frau Nohr gekündigt wird. Sie muss sich nun um einen neuen Job bewerben, weiß sie doch nicht, dass Peter wieder in der Stadt ist und inzwischen über auf seiner Seereise geknüpfte Beziehungen eine Anstellung als Hoteldirektor erhalten hat. Käthe bewirbt sich in diesem Hotel als Spülkraft – und sieht im Direktor nun ihren eigenen Mann vor sich, der sie in die Arme schließt und küsst. Und Klein Erna, die das Küssen gleich an Heini ausprobiert, stellt fest, dass das später mal ihr Hobby werden wird.

## Produktion
Die Dreharbeiten fanden vom 2. Juli 1969 bis zum 30. Juli 1969 in Hamburg statt. Zu sehen sind verschiedene Stadtteile und Attraktionen der Hansestadt, darunter der Tierpark Hagenbeck, der Jungfernstieg in der Altstadt, die Krugkoppelbrücke in Harvestehude, Planten un Blomen und die St. Pauli Landungsbrücken. Die Innenaufnahmen fanden in den Filmateliers Bendestorf statt. Heidi Kabel singt den Titelsong Jungfernstieg-Marsch.
Der Film erlebte seine Uraufführung am 31. Oktober 1969.

## Kritik
Das Lexikon des Internationalen Films kritisierte die „an einem dünnen Handlungsfaden aufgereihte[n] Episoden um das bekannte Hamburger Mädchen mit dem losen Mundwerk“ als „kaum originell, meist derb-klamaukhaft. Anspruchslose Unterhaltung.“
Cinema befand: das „Lustspiel, nur für Hardcore-Hanseaten“ biete „Schenkelklopfhumor von der Waterkant“.
Der Evangelische Film-Beobachter bezeichnete den Film als eine „in eine dürftige Handlung verpackte Sammlung von Klein-Erna-Witzen. In dem simplen und einfallslosen Film durchbrechen das Spiel der beiden kindlichen Schauspieler sowie das routinierter Komiker manchmal die Langeweile. Für Kinder vermutlich zu anstrengend, für Erwachsene dürftige und anspruchslose Unterhaltung.“

## DVD-Veröffentlichung
Klein Erna auf dem Jungfernstieg ist im Mai 2016 bei Pidax-Film erscheinen.